# Cissus aphyllantha
Cissus aphyllantha är en vinväxtart som beskrevs av Ernest Friedrich Gilg och Gilg & Brandt. Cissus aphyllantha ingår i släktet Cissus och familjen vinväxter. Inga underarter finns listade i Catalogue of Life.